# Gazoryctra
Gazoryctra is een geslacht van vlinders van de familie wortelboorders (Hepialidae).

## Soorten
- G. fuscoargenteus (O. Bang-Haas, 1927)
- G. ganna (Hübner, 1808)